# Robert D. Schaldach
Robert D. Schaldach  född 1 februari 1926 i New York USA, död 1 december 1963 i Flagstaff Arizona USA, var en amerikansk astronom.
1949 upptäckte han tillsammans med astronomen Henry L. Giclas asteroiden 6277 Siok.
Han upptäckte den periodiska kometen 61P/Shajn–Schaldach, tillsammans med den ryska astronomen Pelageja Sjajn.
Minor Planet Center listar honom som R. D. Schaldach och som upptäckare av 1 asteroid.